# Аттила-завоеватель (мини-сериал)
«Аттила-завоеватель» (англ. Attila; в Великобритании — «Аттила Гунн») — американский исторический мини-сериал 2001 года об эпохе заката Западной Римской империи и нашествии гуннов в Европу.

## Сюжет
V столетие от Рождества Христова. Несмотря на коррупцию, политические раздоры, войны и нашествия варваров Западная Римская империя остаётся самой могущественной на земле.
Мальчик Аттила — сын гуннского племенного вождя умудряется победить двух взрослых врагов и скрыться в степи. Благодаря этому подвигу он приобретает влияние среди гуннов. Его старший брат Бледа со словами «Этой ночью я положу начало новому племени гуннов — с рыжими волосами» отнимает у Аттилы его невесту для своих утех. Аттила находит мифический «меч судьбы», а затем вызывает Бледу на поединок и побеждает его с помощью шаманки, взявшей на себя боль Аттилы. Невеста Аттилы умирает при родах. Узнав о нашествии гуннов, которых возглавил Аттила, римский император Валентиниан Третий, по совету матери освобождает из заключения известного полководца Флавия Аэция, имевшего дело с гуннами. Аэций и Аттила объединяются и встречаются в битве с королём вестготов Теодорихом. Гонец Аэция к Аттиле погибает, но вождь гуннов верно угадывает момент атаки и громит Теодориха. Аэций навязывает готам тяжёлые условия мира.
Аттила посещает Рим и, после атаки на Восточную Римскую империю, начинает наступление на Рим. Аэций, находясь в Константинополе, замечает девушку по имени Ильдико, как две капли воды похожую на умершую жену Аттилы и посылает её вождю гуннов. Девушка ненавидит гуннов, так как они убили её родных. Аэций объединяется с Теодорихом. Вождь готов требует вернуть ему дочь, которую Аэций удочерил. Ради Рима полководцу приходится пожертвовать самым дорогим. Тем временем Аттила берёт римскую крепость, верно угадав слабое место в стене.
451 год. Римляне и вестготы встречаются с гуннами в битве на Каталаунских полях. Римляне, заняв холм, отбивают атаку гуннов. Аттила посылает часть армии против вестготов, чтобы отвлечь римлян. Аэций разгадывает замысел Аттилы, но всё же посылает подмогу Теодориху, после чего Аттила ведёт людей в решающую атаку на римлян. По приказу Аэция его адъютант тайком пускает стрелу Теодориху в спину. Потерявшие короля готы в ярости отбрасывают гуннов, в то время как контратака римлян заставляет отступить гуннов. Меч судьбы ломается в руках Аттилы. Гунны будучи побеждёнными уходят, но вестготы тоже покидают римлян. Оруженосец Аттилы восстанавливает ему меч, но воспользоваться им вождь не успевает — в первую брачную ночь жена Аттилы подмешивает ему в вино яд. Во время награждения император Валентиниан пронзает мечом Аэция.

## В ролях
- Джерард Батлер — Аттила[1]
- Пауэрс Бут — Флавий Аэций
- Симона Джейд Макиннон — Н’Кара/Ильдико
- Рег Роджерс — император Валентиниан III
- Элис Криге — Галла Плацидия
- Паулин Линч — Гален
- Стивен Беркофф — Ругила
- Эндрю Плевин[англ.] — военачальник Флавий Орест
- Томми Флэнаган — Бледа
- Кирсти Митчелл[англ.] — Гонория
- Джонатан Хайд — Флавий Констанций Феликс
- Тим Карри — Феодосий II
- Джанет Хенфри[англ.] — Пульхерия
- Лиам Каннингем — Теодорих I
- Ролло Уикс[англ.] — Аттила в детстве
- Ричард Ламсден[англ.] — Петроний Максим
- Марк Летхерен[англ.] — Торисмунд
- Джойлон Бейкер — Мундзук
- Дэвид Бейли[англ.] — Шаман

## Критика
Разбор исторических ошибок и кинематографических неточностей сделал Клим Жуков на YouTube-канале Кристины Егоровой «Деконструкция».